# Санузел

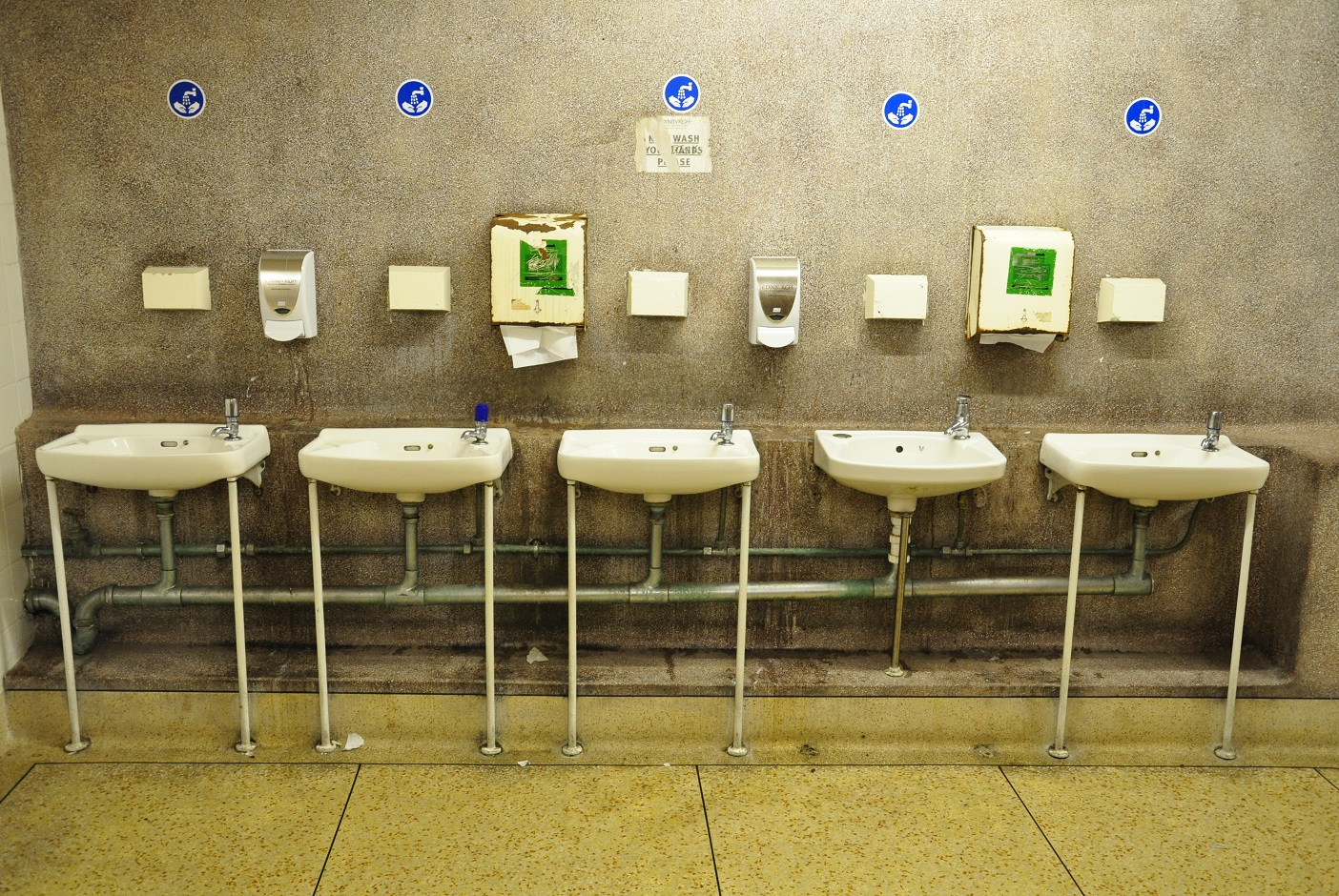
Общественный туалет около гаража на автостоянке замка, Эдинбург.

Сану́зел (сокр. от санитарный узел) — буквально место для санитарных и гигиенических процедур. Обычно под санузлом понимается помещение, где человек может справить свои естественные физиологические потребности и привести себя в порядок.

## Состав
- Ванная
- Туалет

## Классификация
- Совмещённый — ванная и туалет являются одним помещением.
- Раздельный — ванная и туалет являются раздельными помещениями.

## Может содержать
- Унитаз
- Писсуар
- Биде
- Раковина
- Тумбочка под раковину
- Шкафчик для санитарно-гигиенических принадлежностей
- Держатель для туалетной бумаги
- Душ
- Ванна
- Сушилка для рук
- Полотенцесушитель
- Зеркало
- Канализационная установка
- Водонагреватель

## Культура

### Граффити
Санузлы часто связаны с граффити, часто сплетнического либо тупого юмористического характера (разновидность туалетного юмора). Слово latrinalia происходит от слова latrine (отхожее место) и  -alia, которое было создано для описания данного типа граффити. Известный пример такой иллюстрации был изображён на обложке сатирического альбома на бродвейском мюзикле с использованием фломастеров.